# Жабляк (Барилович)
45°22′ пн. ш. 15°29′ сх. д. / 45.37° пн. ш. 15.49° сх. д.
Жабляк (хорв. Žabljak) — населений пункт у Хорватії, у Карловацькій жупанії у складі громади Барилович.

## Населення
Населення за даними перепису 2011 року становило 58 осіб.
Динаміка чисельності населення поселення: